# Rezerwat przyrody Czapliniec Kuźnicki
Rezerwat przyrody Czapliniec Kuźnicki – były faunistyczny rezerwat przyrody położony w gminie Czarnków, powiecie czarnkowsko-trzcianeckim (województwo wielkopolskie). Miał powierzchnię 5,45 ha. Został utworzony w 1988 roku w celu ochrony kolonii lęgowej czapli siwej (Ardea cinerea). Zlikwidowany Rozporządzeniem wojewody wielkopolskiego z 8 grudnia 2005 r. ze względu na zanik kolonii czapli.

## Podstawa prawna
- Zarządzenie Ministra Ochrony Środowiska i Zasobów Naturalnych z dnia 17 listopada 1988 r. w sprawie uznania za rezerwaty przyrody (M.P. z 1988 r. nr 32, poz. 292)
- Obwieszczenie Wojewody Wielkopolskiego z dn. 4.10.2001 r. w sprawie ogłoszenia wykazu rezerwatów przyrody utworzonych do dn. 31.12.1998 r.[2]
- Rozporządzenie Wojewody Wielkopolskiego z dn. 8.12.2005 w sprawie zlikwidowania rezerwatu przyrody „Czapliniec Kuźnicki” (Dz. Urz. nr 179 z 15.12.2005 poz. 4873)[2]